# Gigant Poleca
Gigant Poleca – seria komiksowa Disneya, opowiadająca o przygodach Kaczora Donalda, Myszki Miki i innych disneyowskich postaci. Wydawana w postaci tomów. W latach 2001–2005 kolejny tom ukazywał się co miesiąc, a w latach 2006–2016 wychodziło ich rocznie 13 (jeden numer w miesiącu, a w styczniu dwa numery). W latach 2017–2021 pismo było dwumiesięcznikiem (wychodziło 6 numerów rocznie). Od 2022 roku ukazuje się 8 numerów rocznie. Komiks jest bezpośrednią kontynuacją wydawanej wcześniej serii Komiks Gigant. Po zebraniu całego rocznika z grzbietów komiksów tworzy się obrazek.
W piśmie prezentowane są prace europejskich, zwłaszcza włoskich, rysowników. Są wśród nich między innymi: Massimo Fecchi, Enrico Faccini, Flemming Andersen, Giorgio Cavazzano, Mårdøn Smet, Miguel Fernandez Martinez, Paolo De Lorenzi, Francesco D'Ippolito, Guido Scala, Lara Molinari, Valerio Held, Roberto Vian, Romano Scarpa czy José Antonio González.
Pierwszy tom Gigant Poleca był także ostatnim tomem serii Komiks Gigant – wydawca nie chciał gwałtownie podnosić ceny (wprowadzono wtedy podatek VAT na czasopisma), więc po wydrukowaniu kolejnego Komiksu Gigant przyklejono na logo serii naklejkę z nowym tytułem, nowym logiem oraz nowym kodem kreskowym – od tego momentu, z punktu widzenia prawa, Gigant był już książką.
Każdy tom z serii, z wyjątkiem tomu Gigant Poleca Premium nr 1/2024, jest drukowany w Danii.

## Przegląd wydań
| 2001              | 1-12 (12)    | 1 stycznia 2001   | 1 grudnia 2001    |
| 2002              | 13-24 (12)   | 1 stycznia 2002   | 4 grudnia 2002    |
| 2003              | 25-36 (12)   | 6 stycznia 2003   | 6 grudnia 2003    |
| 2004              | 37-48 (12)   | 4 stycznia 2004   | 4 grudnia 2004    |
| 2005              | 49-60 (12)   | 4 stycznia 2005   | 6 grudnia 2005    |
| 2006              | 61-73 (13)   | 6 stycznia 2006   | 6 grudnia 2006    |
| 2007              | 74-86 (13)   | 6 stycznia 2007   | 8 grudnia 2007    |
| 2008              | 87-99 (13)   | 5 stycznia 2008   | 6 grudnia 2008    |
| 2009              | 100-112 (13) | 3 stycznia 2009   | 5 grudnia 2009    |
| 2010              | 113-125 (13) | 7 stycznia 2010   | 8 grudnia 2010    |
| 2011              | 126-138 (13) | 5 stycznia 2011   | 7 grudnia 2011    |
| 2012              | 139-151 (13) | 4 stycznia 2012   | 5 grudnia 2012    |
| 2013              | 152-164 (13) | 3 stycznia 2013   | 4 grudnia 2013    |
| 2014              | 165-177 (13) | 2 stycznia 2014   | 3 grudnia 2014    |
| 2015              | 178-190 (13) | 2 stycznia 2015   | 3 grudnia 2015    |
| 2016              | 191-203 (13) | 2 stycznia 2016   | 2 grudnia 2016    |
| 2017              | 204-209 (6)  | 31 stycznia 2017  | 28 listopada 2017 |
| 2018              | 210-215 (6)  | 26 stycznia 2018  | 27 listopada 2018 |
| 2019              | 216-221 (6)  | 29 stycznia 2019  | 29 listopada 2019 |
| 2020              | 222-227 (6)  | 28 stycznia 2020  | 1 grudnia 2020    |
| 2021              | 228-233 (6)  | 29 stycznia 2021  | 24 listopada 2021 |
| 2022              | 234-241 (8)  | 25 stycznia 2022  | 6 grudnia 2022    |
| 2023              | 242-249 (8)  | 24 stycznia 2023  | 1 grudnia 2023    |
| 2024              | 250-257 (8)  | 16 stycznia 2024  | 3 grudnia 2024    |
| 2025              | 258-265 (8)  | 16 stycznia 2025  | 3 grudnia 2025    |
| Wydania specjalne |              |                   |                   |
| 2005              | 1            | 23 listopada 2005 | 23 listopada 2005 |
| 2020              | 1            | 2 lipca 2020      | 2 lipca 2020      |
| 2021              | 4            | 28 kwietnia 2021  | 19 listopada 2021 |
| 2022              | 6            | 31 marca 2022     | 18 listopada 2022 |
| 2023              | 9            | 17 stycznia 2023  | 28 listopada 2023 |
| 2024              | 12           | 17 stycznia 2024  | 28 listopada 2024 |
| 2025              | 12           | 18 lutego 2025    | 14 listopada 2025 |

## Lista tomików

### Rok 2001
Z boków tomików w tym roku tworzył się obrazek, przedstawiający gag z udziałem Kaczora Donalda, jadącego 313-stką, ciągnącą łódkę, oraz napis "Gigant dla was".
| Numer ogólny | Numer w roku | Tytuł                      | Streszczenie tytułowej historyjki |
| ------------ | ------------ | -------------------------- | --- |
| 1            | 01           | Jazda bez trzymanki        | Daisy jest zauroczona motocyklistami. Donald, chcąc podnieść sobie notowania u niej, kupuje motor i przy okazji wplątuje się w zakład z szefem gangu motocyklistów.                                                                                        |
| 2            | 02           | Gwiezdny patrol            | Daleka przyszłość. Miki odnajduje wrak statku przewożącego paliwo. Ukradziono z niego silnik, towar oraz załogę. Miki chce za wszelką cenę rozwiązać zagadkę, nawet narażając się komendantowi policji (Czarny Piotruś) i jego współpomagierowi (Chytrus). |
| 3            | 03           | Co dwie dychy to nie jedna | Magika De Czar postanawia zdobyć dziesięciocentówkę Sknerusa przenosząc się do światów równoległych. |
| 4            | 04           | Awantura o sobowtóra       | Dziobas pomaga swoim krewnym, mimo ich wyraźnego sprzeciwu. |
| 5            | 05           | Szpiedzy tacy jak oni      | Donald i Dziobas wykonują zadanie dla agencji KAWA – muszą odzyskać cenny pilot od robota. |
| 6            | 06           | Gromy gniewu               | Donald zostaje nakręcony przez ekipę telewizyjną w momencie wybuchu złości na plaży. Nieoczekiwanie kaczogrodzianie zaczynają domagać się ostrzejszej krytyki. Donald zostaje więc telewizyjną gwiazdą.                                                    |
| 7            | 07           | Zbieg ma krótkie nogi      | Miki zostaje niesłusznie posądzony o kradzież. Postanawia zdemaskować prawdziwego sprawcę, którym okazuje się Fantomen. |
| 8            | 08           | Sława nie zabawa           | Miki staje się sławny, ale po pewnym czasie ma z tego powodu kłopoty. |
| 9            | 09           | Wyprawa za dychę           | Donald znajduje mapę do skarbu. Zatrudnia Sknerusa i profesora Kwaczyńskiego, aby wyruszyli z nim na poszukiwania. Nieoczekiwanie na kaczory napadają Bracia Be.                                                                                           |
| 10           | 10           | W piątek trzynastego       | W piątek trzynastego Donald ma odebrać z lotniska sławnego aktora, który chce tego dnia otaczać się wszystkim, co przynosi pecha. |
| 11           | 11           | Odwrót mumii               | Sknerus okazyjnie kupuje mumię, chcąc ją ożywić. Okazuje się jednak, że może to zrobić wyłącznie moc z jej piramidy. Wyrusza więc z Donaldem i Daisy do Egiptu.                                                                                            |
| 12           | 12           | Kaczory na opak            | Superkwęk zostaje przeniesiony w świat równoległy. Tam napotyka swojego odpowiednika, który jest niebezpiecznym i nieuchwytnym bandytą. Staje z nim do walki.                                                                                              |

### Rok 2002
Po zebraniu wszystkich książek z tego roku można zobaczyć 2 ilustracje z Donaldem: z konewką i leżącego pod fotelem, zajmowanym przez niedźwiedzia.
| Numer ogólny | Numer w roku | Tytuł                      | Streszczenie tytułowej historyjki |
| ------------ | ------------ | -------------------------- | --- |
| 13           | 01           | Tu się zgina miecz ronina  | Donald z Siostrzeńcami wyławiają z wody dziwnego stworka. Razem z nim wyruszają do Japonii, aby uratować tam jego lud, dręczony przez ogromne ptaki.                                                                                           |
| 14           | 02           | Ślad wielkiej płetwy       | Donald odkrywa Wielką Płetwę. |
| 15           | 03           | Historia pewnej znajomości | Donald odkrywa istnienie Wielkiej Stopy. |
| 16           | 04           | Kosmiczna draka            | Na Ziemię przybywa niebezpieczny Żyleta Boraks – gwiezdny ekoterrorysta potrafiący zmieniać wygląd. Agencja CAP próbuje go złapać, lecz ten przenika do ich centrali i zaczyna po kolei udawać wszystkich agentów, równocześnie ich porywając. |
| 17           | 05           | Planeta gadów              | Sknerus z Donaldem i siostrzeńcami trafiają na planetę gadów. Tam odkrywają, że posiadają różne supermoce. Niestety, przez zachłanność McKwacza zostają uwięzieni.                                                                             |
| 18           | 06           | Piłka w grze               | Donald – wielki fan piłki nożnej – razem ze sławnym byłym piłkarzem wypadają z samolotu. |
| 19           | 07           | Książę złodziei            | Anglia, XIX wiek. Po kraju grasuje przestępca oddający łup biednym. Pod domem Donalda gubi on worek z łupami i wszyscy myślą, że to on jest słynnym kasiarzem.                                                                                 |
| 20           | 08           | Wyścig gigantów            | Sknerus i Kwakerfeller zakładają się, który z nich produkuje lepsze samochody. Aby sprawdzić, który z nich ma rację, organizują wyścig przez najbardziej niebezpieczną drogę w okolicy.                                                        |
| 21           | 09           | Koncert życzeń             | Donald odnajduje magiczną lampę. Wydobywa się z niej dżin, który oświadcza, że spełni jego życzenia. |
| 22           | 10           | Tajemnicza wyspa           | Donald i Daisy trafiają na wyspę zamieszkaną przez ogromne pająki. Kaczor w wyniku zbiegu okoliczności spotyka niezwykły lud żyjący pod ziemią, który jest terroryzowany przez największego z pająków.                                         |
| 23           | 11           | Klątwa przodków            | Donald przy pomocy wróżki próbuje dowiedzieć się, dlaczego od zawsze prześladuje go pech. |
| 24           | 12           | Donald zawodowiec          | Donald zaczyna pracować dla Kwakerfellera. Wujek Sknerus i siostrzeńcy próbują utrudniać mu tę pracę, aby kaczor ponownie przeszedł na stronę McKwacza.                                                                                        |

### Rok 2003
Po zebraniu całego rocznika ukazuje się obrazek z Donaldem i siostrzeńcami na pikniku.
| Numer ogólny | Numer w roku | Tytuł                 | Streszczenie tytułowej historyjki |
| ------------ | ------------ | --------------------- | --- |
| 25           | 01           | Grunt to zdrowie!     | Diodak wymyślił nowoczesny lek na katar. Niestety, ma on pewne skutki uboczne. |
| 26           | 02           | Instruktor destruktor | Dziobas steruje walcem, rozgniatając auto Donalda. |
| 27           | 03           | Potwór z głębin       | Platforma wiertnicza Sknerusa jest nawiedzana przez potwora. |
| 28           | 04           | A szczury runą        | Agenci CAP Donald i Dziobas muszą ochronić miasto Hamelin przed widmowymi szczurami. W chwili, gdy nie udaje im się ich poskromić, postanawiają ożywić niezwykłego kota. |
| 29           | 05           | Pogromcy potworów     | Miki, Goofy i Donald grają w fabularną grę "Zmory i potwory". W świecie gry Donald jest rycerzem, Miki złodziejaszkiem a Goofy czarodziejem. Gra staje się tak emocjonująca, że Donald zaczyna nie wytrzymywać napięcia, szczególnie, że grę ciągle przerywają Daisy i Sknerus. |
| 30           | 06           | Płać i płacz          | Sknerus kompromituje Granita Forsanta. Za karę musi przejść pieszo pustynię Sahobi, na której występują mordercze burze piaskowe. |
| 31           | 07           | Jak kaczka w wodzie   | Donald po spożyciu niezwykłych pastylek Diodaka, zaczyna oddychać skrzelami. Postanawia zamieszkać pod wodą. Szybko odkrywa skutki zanieczyszczania środowiska wodnego. |
| 32           | 08           | Konflikt pokoleń      | Kurator dziecięcy obserwuje bójkę Donalda i siostrzeńców. Postanawia odebrać Donaldowi prawo do opieki nad siostrzeńcami, a samych braci odesłać do domu dziecka. |
| 33           | 09           | Uwaga, zły kaczor!    | Donald zatrudnia się u naukowca, który stworzył niezwykły eliksir złości. Kaczor wypija go i przeistacza się w trzymetrowego potwora. |
| 34           | 10           | Strachy na lachy      | Nowa misja Donalda i Dziobasa dla CAP. Tym razem muszą złapać Sasabonsama, pół-nietoperza, pół-człowieka. Okazuje się jednak, że prawdziwy potwór grasuje pod ziemią i chce podbić świat.                                                                                       |
| 35           | 11           | Chuda klata pirata    | Donald za pomocą teleportera skonstruowanego przez Diodaka trafia do Kaczogrodu w roku 1795. |
| 36           | 12           | Władca sygnetów       | Kaczogród szaleje na punkcie nowego filmu historyczno-przygodowego. Wszyscy, prócz Donalda, który jednak z czasem zaczyna pochłaniać się pasji. |

### Rok 2004
Po zebraniu całego roczniku można zobaczyć ilustracje, przedstawiające Donalda w różnych postawach, oraz logo tygodnika Kaczor Donald.
| Numer ogólny | Numer w roku | Tytuł                      | Streszczenie tytułowej historyjki |
| ------------ | ------------ | -------------------------- | --- |
| 37           | 01           | Wielki Mur pełen dziur     | Średniowieczne Chiny. Donald, Sknerus i siostrzeńcy próbują powstrzymać wrogów, Braci Be przed zniszczeniem ich miasta. Niestety, przez nieuwagę niszczą Wielki Mur.                                                |
| 38           | 02           | Sztukmistrz z Kaczogrodu   | Donald kupuje rekwizyty iluzjonisty. Okazuje się, że sprzęt pochodzi z krainy czarów, do której przenosi się z Siostrzeńcami.                                                                                       |
| 39           | 03           | Mistrz obiektywu           | Donald i Dziobas na polecenie Sknerusa lecą razem z modelką Klaudią Kuper na bezludną wyspę, aby tam zrobić fotoreportaż promujący supernowoczesny komputer McKwacza. Kaczory mylą jednak wyspy.                    |
| 40           | 04           | Zrób to sam                | Superkwęk postanawia przestać korzystać z pomocy Diodaka i zaczyna produkować własne gadżety. Nie wychodzi mu to na dobre, gdyż już za pierwszym razem zostaje oszukany przez Braci Be.                             |
| 41           | 05           | Fajna fucha                | Mysz znajduje banknot Sknerusa na 10 milionów dolarów i zaczyna go szantażować. Donald, aby pomóc wujkowi, sprowadza do skarbca Gogusia.                                                                            |
| 42           | 06           | Jak kamień w wodę          | Skarbiec Sknerusa nagle znikł i odnalazł się... w przeszłości! |
| 43           | 07           | Wycieczki nie z tej beczki | Filon i Kaczencja zakładają nietypowe biuro podróży, które oferuje wycieczki po najbrzydszych miejscach w mieście. Pewnego razu gubią się w kanałach i zauważają, że Bracia Be chcą dostać się do Skarbca Sknerusa. |
| 44           | 08           | Wodorostowy świat          | Donald wypada ze statku i trafia do morskiego ludu, żyjącego w Morzu Sargassowym. Tam zakochuje się w jednej z tubylców.                                                                                            |
| 45           | 09           | Praktyka ratownika         | Donald zostaje pomocnikiem ratownika. Nieustannie jest pomiatany przez wyższych rangą współpracowników. |
| 46           | 10           | Czego oczy nie widzą       | Diodak zatrudnia Donalda, aby podczas jego nieobecności pilnował jego laboratorium i tajemniczej skrzyni. Niestety, ową skrzynię kradnie stowarzyszenie złodziei.                                                   |
| 47           | 11           | Totalna hipnoza            | Siostrzeńcy chcą nauczyć się hipnozy. Najpierw próbują zrobić to na Donaldzie, lecz im się to nie udaje. W końcu Donald przez przypadek hipnotyzuje Daisy.                                                          |
| 48           | 12           | Ptasie ploty               | Donald po upadku z dachu zaczyna rozumieć mowę zwierząt. Dostaje od nich ważną wiadomość. |

### Rok 2005
Po zebraniu całego rocznika widać Donalda ze swoimi siostrzeńcami, biorącymi udział w maratonie.
| Numer ogólny | Numer w roku | Tytuł                         | Streszczenie tytułowej historyjki |
| ------------ | ------------ | ----------------------------- | --- |
| 49           | 01           | Zamydlona autostrada          | Donald pilnuje wjazdu na autostradę. Denerwuje go to, że Goguś nigdy nie płaci za przejazd. Postanawia wymyślić urządzenie, które go do tego zmusi.                                       |
| 50           | 02           | Asy wywiadu                   | Donald i siostrzeńcy wplątują się w szpiegowską aferę. Każdy z nich z osobna jest uważany za tajnego szpiega.                                                                             |
| 51           | 03           | Polowanie na śniadanie        | Czasy jaskiniowców. Donald próbuję pokazać, że jest kimś. |
| 52           | 04           | Awantura i partytura          | Dziobas, Fisio i Donald zakładają zespół "Kaczory z Obory". Postanawiają przekonać Sknerusa, by zaprezentował ich na swoim muzycznym festiwalu.                                           |
| 53           | 05           | Wielka pobudka                | Daisy chce wyremontować dom. Nie uda jej się to jednak bez pomocy Donalda, lecz ten ciągle nie przychodzi do niej na 7:00 rano – zasypia. Ma to zmienić Diodak.                           |
| 54           | 06           | Gwiezdne boje                 | Donald, Miki i Goofy zostają przeniesieni w świat Gwiezdnych Bojów. |
| 55           | 07           | Z bezpiecznikiem bezpieczniej | Donald wygrywa lot najnowszym odrzutowcem. Gdy kaczor przechodzi wszystkie wyczerpujące testy, nieoczekiwanie zastępuje go Goguś.                                                         |
| 56           | 08           | Gardłowa sprawa               | Donald przez przypadek połyka szczęśliwą dziesięciocentówkę Sknerusa. Nie chce być jednak zoperowany, więc postanawia pytać przyjaciół i znajomych o radę.                                |
| 57           | 09           | Bohater z rezerwy             | Donald bierze udział w teleturnieju. Odkrywa jednak, że Bracia Be porwali jednego z zawodników i chcą to samo zrobić z nim. Postanawia więc wykorzystać sprzęt Superkwęka, by ich złapać. |
| 58           | 10           | Wejście smoka                 | Donald próbuję pogodzić dwa zwaśnione rody. Żeby to zrobić,musi uratować asystentkę króla.                                                                                                |
| 59           | 11           | Mroczny dwór                  | Donald i siostrzeńcy demaskują nawiedzony dom. |
| 60           | 12           | Heros kontra złodziej         | Superkwęk musi pokonać niezwykłego złodzieja, któremu zależy tylko na otwieraniu sejfów i kompromitowaniu kolegów po fachu. Postanawia złapać go w pułapkę.                               |

### Rok 2006
Po zebraniu wszystkich książek, na bokach tomików widać Donalda i jego siostrzeńców na desce surfingowej.
| Numer ogólny | Numer w roku | Tytuł                    | Historyjka, do której nawiązywał tytuł i okładka | Streszczenie głównej historyjki |
| ------------ | ------------ | ------------------------ | ------------------------------------------------ | --- |
| 61           | 01           | Popisowy numer           | Popisowy numer                                   | Donald i Goguś chcą zdobyć nagrodę narciarską aby popisać się przed Daisy. |
| 62           | 02           | Reforma podatkowa        | Reformy podatkowe                                | Czasy średniowieczne. Donald Niewielki ma zebrać podatek wśród mieszkańców biednych wiosek, inaczej Wikingowie zdobędą zamek Kwamelot. Nie jest to jednak proste.                                                   |
| 63           | 03           | Wielka blaga             | Wielka blaga                                     | Donald pracuje dla gazety blagierskiej. Aby zdobyć sławę, kaczor zdolny jest obrażać najbliższych przyjaciół, rodzinę i wrogów. Kiedy jednak odkrywa, że wielkie grzyby chcą zaatakować miasto, nikt mu nie wierzy. |
| 64           | 04           | Niewolnicy mody          | Niewolnicy mody                                  | Diodak prezentuje Donaldowi niezwykłe spodnie, które powodują, że noszący je odczuwać będzie jedynie szczęście. Gdy obaj wypuszczają spodnie do sprzedaży, na jaw wychodzi ich wada techniczna.                     |
| 65           | 05           | Bliźniacze miasta        | Bliźniacze miasta                                | Sknerus i Donald organizują festiwal Bliźniaczych Miast. Burmistrz Kaczogrodu sabotuje jednak ich każdy występ. |
| 66           | 06           | Czary i moczary          | Czary i moczary                                  | Donald, Sknerus i Daisy wyruszają na mokradła do Błotnego Czarnoksiężnika o pomoc przed Magiką. Niestety, czarownica za nimi podąża i porywa dyszkę oraz Daisy.                                                     |
| 67           | 07           | Nieziemska rozgrywka     | Nieziemska rozgrywka                             | Donald i drużyna FC Kaczogród zostają porwani przez kosmitów. Muszą wziąć udział w niezwykłym turnieju, w którym tylko zwycięzca wróci do domu.                                                                     |
| 68           | 08           | Przygoda za dychę        | Przygoda za dychę                                | Sknerus i Donald trafiają na wulkaniczną wyspę. McKwacz, w pogoni za swoją szczęśliwą dyszką, wpada w głąb wyspy, gdzie żyją mali ludzie. Tymczasem drugi kaczor jest przekonany, że jego wujek zginął.             |
| 69           | 09           | Poza światem             | Poza światem                                     | Na wakacjach na tropikalnej wyspie ktoś porywa kolejnych przyjaciół Donalda. Kontynuacja historyjki "Wdechowe wakacje" z poprzedniego tomu.                                                                         |
| 70           | 10           | Mistrz kierownicy wraca  | Krążownik szos                                   | Donald szuka części zapasowych do 313-stki. Postanawia poprosić o pomoc Sknerusa. Oboje jeżdżą po złomowiskach, w poszukiwaniu części do samochodu kaczora.                                                         |
| 71           | 11           | Duchowa odnowa           | Duchowa odnowa                                   | Sknerus zahipnotyzowany przez Szach Mat Kanta wyjeżdża do Indii. Tam oddaje mu całą swoją fortunę. Donald i Siostrzeńcy próbują zapobiec katastrofie.                                                               |
| 72           | 12           | W samo popołudnie        | Miasteczko Klin Kiks                             | Donald zostaje zastępcą szeryfa w miasteczku Klin Kiks. Już na samym początku pracy zajmuje się śledztwem w sprawie spisku ważnych mieszkańców miasteczka.                                                          |
| 73           | 13           | Między młotem a kowadłem | Między młotem a kowadłem                         | Donald zostaje właścicielem baru pośrodku dżungli. Niestety, co wieczór pomiatają nim wojsko oraz grupa przestępcza.                                                                                                |

### Rok 2007
Po zebraniu wszystkich tomów z boków książek można ułożyć obrazek, przedstawiający siostrzeńców i Donalda na plaży. Ilustracja po raz pierwszy od założenia czasopisma zawiera kolorowe tło, a nie jak wcześniej czerwone.
| Numer ogólny | Numer w roku | Tytuł                    | Streszczenie tytułowej historyjki |
| ------------ | ------------ | ------------------------ | --- |
| 74           | 01           | Piekielny spadek         | Daisy dziedziczy spadek po swojej koleżance ze szkoły. Musi spełnić jednak warunek – trzeba przebyć 3 dni w zamku bez jakiegokolwiek kontaktu z cywilizacją i osób towarzyszących. Daisy zgadza się, ale zamek okazuje się śmiertelną pułapką. |
| 75           | 02           | Liczą się intencje       | Zbliżają się urodziny Daisy. Jest ona zafascynowana starymi wazami i łupinami. Donald i Goguś postanawiają je za wszelką cenę zdobyć. Tymczasem Daisy wygrywa wycieczkę w miejsce, skąd te dzbany pochodzą. |
| 76           | 03           | Pożegnanie z bryką       | Donald ma dość ciągłego psucia się 313-stki i sprzedaje ją kolekcjonerowi. W drodze do niego Donald wspomina przygody z nią związane. |
| 77           | 04           | Mroki średniowiecza      | Donald postanawia wziąć udział w pikniku średniowiecznym, gdzie nie ma prawa pojawić się nic z współczesności. Donald jednak zauważa, że wszechobecne są aparaty, a na posiłek dostał danie z puszki. Rozzłoszczonego Donalda czarodziej przenosi do prawdziwego średniowiecza.                                                                     |
| 78           | 05           | W szponach ptakomonów    | Na zanieczyszczonej planecie, z której pochodzi agent Snort, CAP ma zainstalować nowy komin do oczyszczania powietrza. |
| 79           | 06           | Przystanek Alaska        | Miki i Donald przeżywają przygodę na Alasce. Znajdują mapę do kopalni złota, lecz śledzą ich dwaj nieudolni poszukiwacze tego kruszcu. |
| 80           | 07           | Mój brat kaczor          | Donald obraził całą rodzinę – przez niego siostrzeńcy spóźnili się na obóz Młodych Skautów, ponieważ 313-stka zablokowała drogę autokarowi, Daisy została ochlapana błotem przy hamowaniu, Sknerusowi natomiast zniszczył skarbiec, ścinając drzewo. Zrozpaczony Kaczor ucieka do Kwabetu, aby zapomnieć o całym świecie. Kończy się to tragicznie. |
| 81           | 08           | Prawie rodzinna rozrywka | Sknerus kupuje magazyn nad portem – Donald i siostrzeńcy mają go posprzątać. Zapłatą za to mają być rzeczy znalezione w nim. Okazuje się, że Sknerus dał im praktycznie w prezencie lunapark wraz z mapą skarbów. |
| 82           | 09           | Ratuj ratownika          | Donald chce zostać ratownikiem. Niestety, nie zdaje testów. Nie chcąc kompromitować się jednak przed siostrzeńcami, zatrudnia się jako sprzedawca hot-dogów i wmawia kaczorkom, że jest ratownikiem. |
| 83           | 10           | Windą na Seszele         | Sknerus w swoim hotelu montuje teleporter. Niestety, McKwacz oszczędzał na materiałach, więc maszyna zaczyna przenosić gości w różne epoki i miejsca. |
| 84           | 11           | Sprzedawanie na ekranie  | Donald zostaje oszukany i wrobiony w prowadzenie telezakupów. Jednak jego prezentacja produktu odnosi niespodziewany sukces. Do czasu. |
| 85           | 12           | Król Pieluch I           | W Gaponii brakuje króla. Trzeba znaleźć następcę tronu i poddani będą zadowoleni. Jednak nie będzie łatwo – trzeba pamiętać o wrogach króla – gapońskim ruchu antymonarchistycznym. |
| 86           | 13           | Zarobiony bez pamięci    | Sknerus odkrywa miejsce kryjówki Superkwęka. Bohater musi więc dla niego pracować, by ten nie wydał jego sekretu. |

### Rok 2008
Po zebraniu całego rocznika na bokach tomów widać Donalda przebranego za pirata na tle mapy skarbów.
| Numer ogólny | Numer w roku | Tytuł                        | Streszczenie tytułowej historyjki |
| ------------ | ------------ | ---------------------------- | --- |
| 87           | 01           | Stara kopara                 | Donald i Dziobas zostają operatorami koparki. Spotykają się na wąskiej drodze. Ich wyminięcie kończy się tragicznie. |
| 88           | 02           | Edukacja – wariacja          | Goguś chce pozbyć się swojego farta. Razem z Donaldem trafiają na wyspę, gdzie fart odbierany jest jako pech i odwrotnie. |
| 89           | 03           | Witajcie w Sknerolandii!     | Sknerus zakłada państwo na platformie wiertniczej. Sprowadza tam Donalda, siostrzeńców i całą swoją fortunę. |
| 90           | 04           | Krótkie spięcie              | Sknerus, aby zaoszczędzić na rachunkach za prąd, postanawia czerpać energię z elektrycznych ryb. Bracia Be odkrywają jednak istnienie karmy, dzięki której ryby spowodują spięcie instalacji.                                      |
| 91           | 05           | Siostro, basen!              | Donald znajduje bilet na mecz Kaczogrodzkich Twardzieli, ale Daisy "zaprasza go" na bal charytatywny Koła Gospodyń Miejskich. Kaczor postanawia symulować chorobę.                                                                 |
| 92           | 06           | Donald i kamień filozoficzny | Donald odnajduje starą księgę z zaklęciami, której poszukuje Magika De Czar. Czarownica postanawia incognito przekonać Donalda, by z nim współpracował. Kaczor zaczyna być jednak coraz bardziej nieufny.                          |
| 93           | 07           | Ale akcja!                   | Donald przyjaźni się z pewnym sławnym piłkarzem FC Kaczogród. Pewnego dnia odkrywa, że wrogowie piłkarza chcą go porwać do czasu skończenie ważnych mistrzostw. Donald postanawia interweniować.                                   |
| 94           | 08           | Kaczogrodzka krucjata        | Donald chce pokonać siostrzeńców za pomocą gry z ludzikami – wojownikami, lecz one ożywają i zaczynają niszczyć Kaczogród. Siostrzeńcy wpadają jednak na pomysł, by zniszczyć zamek z niezwykłym skarbem, o który toczy się walka. |
| 95           | 09           | Gdyby kaczka nie skakała     | Siostrzeńcy chcą pozjeżdżać na słynnej na cały Kaczogród zjeżdżalni wodnej, lecz są za mali i za chudzi. Na dodatek kontrolerem jest ich wujek Donald. Kaczorki uciekają się do różnych pomysłów, by skorzystać ze zjeżdżalni.     |
| 96           | 10           | Panie szofer, gazu           | Donald pracuje w firmie kurierskiej "Dynamit", przy okazji testując wynalazek Diodaka, który dopasowuje go do otoczenia. Zaczyna konkurować z jego przeciwnikiem, firmą "Ekspresowe przesyłki". Kończy się to tragicznie.          |
| 97           | 11           | W pogoni za dychą            | Sknerus z Donaldem i siostrzeńcami udają się na łono przyrody. Uciekinierzy z więzienia kradną mu jednak szczęśliwą dyszkę. Kaczor i siostrzeńcy próbują ją odzyskać, napotykają jednak na swej drodze Wielką Stopę.               |
| 98           | 12           | Biało – czarny dzień         | Maszyna Diodaka pozbawia świat kolorów. Donald z tego powodu musi zebrać 3 kolory podstawowe, co nie jest łatwe. |
| 99           | 13           | Poślubiony mafii             | Donald razem z Mikim wplątują się w kłopoty z mafią kiedy próbują ratować Sugar Lee przed ślubem. |

### Rok 2009
Po zebraniu wszystkich książek z boków tomików można ułożyć ilustrację przedstawiającą Superkwęka.
| Numer ogólny | Numer w roku | Tytuł                                               | Streszczenie tytułowej historyjki |
| ------------ | ------------ | --------------------------------------------------- | --- |
| 100          | 01           | Setny numer                                         | Sknerus żałuje, że stał się miękki przez znajomość z Donaldem. Wujek Świętego Mikołaja cofa go w czasie do tej pamiętnej nocy. |
| 101          | 02           | Spisek niedoskonały                                 | Magika wchodzi w spółkę z Braćmi Be i razem atakują Skarbiec Sknerusa. Niestety, gdy wszystko idzie jak po maśle, złoczyńców gubi chciwość. |
| 102          | 03           | Donald na prezydenta!                               | Donald pracuje u gangstera który chce zostać burmistrzem. W ostatniej chwili odkrywa spisek i razem z obecnym burmistrzem McBekonem chce zdemaskować mafioza. |
| 103          | 04           | Skowyt i kiełbasa                                   | Magika odnajduje starą umowę Sknerusa, której nie wypełnił. Musiał przywieźć do Wolfenlandu 50000 kiełbasy kaczogrodzkiej cebulowej, teraz odsetki wynoszą tyle, co jego majątek. |
| 104          | 05           | Muhammad ze stali                                   | Donald z Mikim odkrywają plan zamachu na pewnego maharadżę przez wielką, nakręcaną lalkę. Postanawiają nie dopuścić do zamachu. |
| 105          | 06           | Slumduck milioner                                   | Kacza rodzina bierze udział w konkursie na inteligencję "Mądrale" i Donald wygrywa. Jego mądrość nie wydaje się jednak naturalna. |
| 106          | 07           | Miękkie lądowanie                                   | Donald, Sknerus i Kwakerfeller zaczynają obsesyjnie korzystać z horoskopów. Tymczasem McKwacz walczy z Kwakerfellerem o pewien kontrakt i aby wszystko poszło po jego myśli, musi zmienić... bieg jednej z komet. |
| 107          | 08           | Ucieczka w tropiki                                  | Donald wyjeżdża z siostrzeńcami na plażę, jednak tymczasem Magika porywa szczęśliwą dyszkę Sknerusowi, a Bracia Be złoto Granitowi Forsantowi. Złodzieje dziwnym trafem losu trafią na plażę gdzie odpoczywają kaczory.                                                                                               |
| 108          | 09           | Pan prezes SEDES (Super Ekstra Druh Entego Stopnia) | Gdy Donald dowiaduje się, że siostrzeńcy razem z resztą Młodych Skautów jadą do ciepłych krajów, próbuje zabrać się z nimi. Wszyscy biorą go za SEDESa – Super Ekstra Druha Entego Stopnia. |
| 109          | 10           | Uwierz w potwora                                    | Daisy zostaje fanką pisarza, który twierdzi, że potwory nie istnieją. Donald chce przekonać ją jednak, że jest w błędzie. Później on i Dziobas dostają zlecenie od CAP – potwory z Potwornej Góry mają kolejną okazję do ucieczki, gdyż na niej odbywają się wykopaliska. Kontynuacja historyjki tytułowej z tomu 34. |
| 110          | 11           | Licencja na przygrywanie                            | Ktoś zamierza porwać słynnego muzyka, który był niegdyś szefem Agencji, gdzie pracuje teraz Doubleduck. Okazuje się, że porwanie to tylko przykrywka do innego diabolicznego planu – rozpętania międzypaństwowej wojny, w którym to głównym elementem ma być kaczor.                                                  |
| 111          | 12           | Reakcje na akcje                                    | Sknerus postanawia uruchomić spółkę akcyjną – w ten sposób inni będą dzielić się z nim zyskiem oraz stratami. Skarbiec zaczynają nachodzić wycieczki akcjonariuszy, nawet tych, którzy posiadają 1 akcję. |
| 112          | 13           | Złodziej z żelaza                                   | Bracia Be budują robota-złodzieja, który ma za zadanie zniszczyć skarbiec Sknerusa. Niestety, złodzieje wszczepili mu wszystkie swoje cechy (w tym chciwość), a że robot potrzebuje benzyny. |

### Rok 2010
Po zebraniu całego rocznika na bokach książek widać Sknerusa kąpiącego się w pieniądzach.
| Numer ogólny | Numer w roku | Tytuł                       | Historyjka, do której nawiązywał tytuł i okładka | Streszczenie głównej historyjki |
| ------------ | ------------ | --------------------------- | ------------------------------------------------ | --- |
| 113          | 1            | Między nami Mikołajami      | Między nami Mikołajami                           | Donald co roku przygotowuje prezenty dla siostrzeńców, wmawiając im, że jest prawdziwym Świętym Mikołajem. Tym razem jednak Hyzio, Zyzio i Dyzio odkrywają jego podstęp i demaskują przebierańca. Pecha ma też Wujek Sknerus, na którego skarbiec napadają bezwzględni rabusie. I kiedy już wszystko wydaje się stracone, nadchodzi nieoczekiwana pomoc.  |
| 114          | 2            | Szybki i wściekły           | Pieniądze czasem śmierdzą                        | W Kaczogrodzie pojawia się przestępca, który chce założyć się z Superkwękiem, że w jedną noc obrabuje skarbiec McKwacza. Bohater przyjmuje zakład i stara się mu w tym przeszkodzić. |
| 115          | 3            | Milion w rozumie            | Pierwszy milion                                  | Sknerus opowiada rodzinie, jak zdobył pierwszy milion. Do wioski, w której młody Sknerus miał swoją kopalnię złota przybył miliarder O’Dollar, który przynosił pecha. McKwacz, który był bliski dojścia do miliona dolarów majątku, nie był z tego zadowolony.                                                                                            |
| 116          | 4            | Przytul misia               | Do serca przytul misia                           | Donald, Dziobas z Hyziem, Dyziem i Zyziem wyjeżdżają do Parku Rozrywki pluszowych misi. Napotykają tam agenta CAP Alfa, który wykonuje tam tajną misję – otóż zabawki co jakiś czas tam ożywają. Okazuje się, że wstępują w nie duchy zamordowanych przez tubylców zwierząt.                                                                              |
| 117          | 5            | Operacja Kaczor             | Pełny reset                                      | DoubleDuck wyrusza na kolejną tajną misję. Musi odnaleźć byłego Wielkiego Szefa Agencji i uchronić go przed śmiertelnym zagrożeniem. Kontynuacja historyjki tytułowej z tomu 110. |
| 118          | 6            | Atak skrzatów               | W krainie skrzatów                               | Wydawałoby się, że szczęściu Gogusia nic nie może zaszkodzić. A jednak... nikt nie wziął pod uwagę gigantycznego pecha Donalda. Oba kaczory wpadną w niezłe kłopoty i będą musiały stawić czoła walecznym skrzatom! A co gorsza, na horyzoncie pojawi się tajemnicza sympatia Donalda.                                                                    |
| 119          | 7            | Donald, Gola!               | Co cztery lata są mistrzostwa świata             | Ron Rogal jest najlepszym piłkarzem świata. Nawet jego koza potrafi strzelać gole. Wszyscy są pewni, że na Mistrzostwach Świata w RPA zmiażdży przeciwników kaczogrodzkiej drużyny. Tymczasem dzieje się coś dziwnego. Siostrzeńcy Donalda postanawiają zbadać sprawę.                                                                                    |
| 120          | 8            | Wakacje za jeden uśmiech    | Wakacje za wszelką cenę                          | Donald przekonuje Sknerusa, by ufundował wakacje Hyziowi, Dyziowi i Zyziowi. Kaczorki, będąc w ekskluzywnym hotelu, tęsknią jednak za wujaszkiem, dlatego odbierają sobie darmowe lody i lemoniady i zapraszają Donalda do nich. Niestety, sytuację wykorzystuje McKwacz i sam melduje się w hotelu, obstawiając Donalda na stanowisku strażnika skarbca. |
| 121          | 9            | Zemsta Wielkiej Frytki      | Władca frytek                                    | Donald zatrudnia się jako kaczor-reklama – lecąc na linie ciągniętej przez motorówkę reklamuje bar z frytkami. Niestety, w wyniku przerwania liny trafia na wyspę zamieszkaną przez rozbitków, którzy chcą go zjeść. Teraz kaczor musi złapać wszystkich napastników i ujść z życiem.                                                                     |
| 122          | 10           | Kwakula, Książę Śmieszności | Strefa mroku                                     | Donald wybiera się z Daisy na piknik. Nagle zrywa się gwałtowny wiatr i zaczyna padać deszcz. Donald budzi się w strasznym zamczysku, którego strzeże tajemniczy doktor Kulon. Dzielny kaczor zaczyna podejrzewać, że za tym wszystkim kryje się straszna tajemnica.                                                                                      |
| 123          | 11           | Kaczor Nożycoręki           | Plemię długowłosych                              | Na odległej wyspie żyje tajemnicze plemię Hipolo. Słynie ono z niezwykle bujnego owłosienia – wszyscy jego członkowie mają przeogromne czupryny. Wkrótce sekret Hipolo wychodzi na jaw, a Sknerus obmyśla kolejny chytry plan. Wszystko idzie jak z płatka, aż nagle.                                                                                     |
| 124          | 12           | Udręka Superkwęka           | Miłość jak w zegarku                             | Daisy odkrywa prawdziwą tożsamość Superkwęka. Donald zanosi ją więc do swojej tajnej siedziby, gdzie sytuacja pogarsza się jeszcze bardziej – kaczka popada w przekonanie, że Superkwęk jest jej chłopakiem, a Donald zupełnie obcą kaczką. Jej eks-obecny narzeczony musi ponownie zdobyć serce ukochanej.                                               |
| 125          | 13           | Gwiezdny płyn               | Operacja "Kozioł"                                | Stare satelity wujaszka Sknerusa spadają na ziemię w postaci rozzażonych kul. Kaczor chce koniecznie pozbyć się problemu, nie wydając przy tym dużo pieniędzy. Z pomocą przychodzą Diodak i Benek, kozioł Babci Kaczki. |

### Rok 2011
Po zebraniu wszystkich książek z tego roku z boków tomów tworzy się ilustracja, przedstawiająca wydarzenie z czwartego rozdziału sagi Życie i czasy Sknerusa McKwacza.
| Numer ogólny | Numer w roku | Tytuł                                  | Historyjka główna    | Streszczenie głównej historyjki |
| ------------ | ------------ | -------------------------------------- | -------------------- | --- |
| 126          | 1            | Zima trzyma                            | Duchy śniegu         | Donald wybiera się z Młodymi Skautami na wycieczkę. Trafiają do schroniska przyjaciela grupy – Janicka. Gospodarz opowiada im mrożącą krew w żyłach legendę o Duchach Śniegu. Z przykrością wyznaje, że musi sprzedać schronisko. Nowym właścicielem okazuje się być – Kwakerfeller! Janick przeraża się słysząc, że klijent chce zbudować tu hotel. Nie zgadza się. Do akcji wkracza Superkwęk. Czy uda mu się uratować schronisko? |
| 127          | 2            | Wirująca kaczka                        | Kaczka na desce      | Daisy podziwia chłopaków, którzy potrafią wyczyniać cuda na deskorolkach. Donald próbuje swych sił w jeździe na desce, ale za każdym razem wychodzi z tego niezły pasztet. W końcu wpada na genialny pomysł. Czy uda mu się przekonać Daisy, że jest najlepszym deskorolkowcem na świecie? |
| 128          | 3            | Drużyna K                              | Idź złoto do złota   | Pewien miliarder wyprzedaje swoje kopalnie złota. Sknerus i Kwakerfeller mają na nie chrapkę. Tymczasem w Kaczogrodzie organizowane są zawody w wyławianiu złota z rzeki, w których wszystkie kaczki biorą udział. |
| 129          | 4            | Zabójczy duet                          | Ścigający i ścigani  | Doubleduck wyrusza na kolejną misję. Szybko orientuje się, że grozi mu śmiertelne niebezpieczeństwo. Pułapki, zasadzki i mordercze wyścigi: to wszystko czeka biednego kaczora! Czy tym razem uda mu się wyjść cało z opresji? |
| 130          | 5            | O jeden dach za daleko                 | Efekt lawiny         | Superkwęk zostaje wzięty do istniejącego w przyszłości miasta Brain City, którym rządzi despotyczny profesor Brain. Wraz z grupką powstańców heros postanawia wyzwolić świat. |
| 131          | 6            | Klątwa Białej Mewy                     | Źródło młodości      | Donald przez przypadak wysyła Daisy w przeszłość. Donald, Sknerus, Diodak i siostrzeńcy cofają się w czasie gdzie trafiają na pokład statku Czarna Perliczka na którym zaginiona jest królową piratów. |
| 132          | 7            | Odlot do przeszłości                   | Drzwi do wspomnień   | Z Donaldem jest coraz gorzej. Nie je, nie sypia – niknie w oczach. Coś go dręczy... ale co? Aby się tego dowiedzieć, musi wyruszyć w tajemniczą podróż. Czy uda mu się odkryć mroczny sekret swojej przeszłości? |
| 133          | 8            | Niewiarygodne przygody Kaczora Donalda | Na Wyspie Liliputów  | Donald i Daisy podróżują na gapę statkiem, gdyż powracając z nieudanych wakacji Donald gubi bilety powrotne. Nagle szalupa, w której przesiadują urywa się i oboje wpadają do morza. Po upływie czasu kaczor budzi się w kraju liliputów. |
| 134          | 9            | Wakacje z kaczkami                     | Witaj, laleczko      | Donald wybiera się z Daisy na wakacje. Kaczor jak zwykle leniuchuje, a jego dziewczyna chce się bawić. Wybucha wielka kłótnia. Nikt nie podejrzewa, jak groźne będzie miała skutki. |
| 135          | 10           | Pora na terminatora                    | Kosmiczne oko        | Wielka planetoida pędzi prosto na Kaczogród z zawrotną prędkością. Jedynym ratunkiem jest wybranie się na opuszczoną stację badawczą na innej planecie, rzekomo zamieszkanej przez obcych i zestrzelenie zagrożenia. Jedynym kaczorem lub człowiekiem, który może tego dokonać jest Superkwęk. |
| 136          | 11           | Skąpy i skąpszy                        | Ryzyko w biznesie    | Granit Forsant chce przejąć pola naftowe, które właściciel obiecał Sknerusowi. Nie udaje mu się przekonać pana Petrola, by sprzedał mu je bez uprzedzenia McKwacza. Postanawia więc utrudnić konkurentowi podpisanie kontraktu, przygotowując różne pułapki. |
| 137          | 12           | Ostatnie tango w Berlinie              | Triumf miłości       | Z niewiadomych przyczyn organizacja zaczyna interesować się pewnym obrazem. Doubleduck z Kay K mają zbadać tę sprawę. |
| 138          | 13           | Złodziejski poker                      | Nie ma to jak w domu | Więzienie w którym przebywają Bracia Be ma zostać zamknięte. Zostają oni przeniesieni do innego o bardzo nowatorskich metodach resocjalizacji. |

### Rok 2012
Po zebraniu wszystkich książek z tego roku z boków tomów można ułożyć ilustrację, przedstawiającą wydarzenie z drugiego rozdziału sagi Życie i czasy Sknerusa McKwacza.
| Numer ogólny | Numer w roku | Tytuł                    | Historyjka główna         | Streszczenie głównej historyjki |
| ------------ | ------------ | ------------------------ | ------------------------- | --- |
| 139          | 1            | O północy w Kaczogrodzie | Skarbiec skuty lodem      | Diodak przez przypadek wysadził swój dom w powietrze i przeniósł się do Sknerusa. Tymczasem Magika poznała potężną wiedźmę, która obiecała pomóc jej ograbić starego centusia. Jak skończy się pojedynek starożytnej magii z nowoczesną techniką? |
| 140          | 2            | Wożąc pannę Daisy        | Wożąc pannę Daisy         | Donaldowi popsuł się samochód. Znowu! I to tuż przed urodzinami Daisy. Tym razem jednak narzeczona mu nie daruje. Obmyśla chytry plan i wprowadza go w życie. Ale co na to biedny kaczor?!                                                        |
| 141          | 3            | Nabity w tłok            | Pierwsza misja            | Donald ma już dość pracy tajnego agenta. Postanawia wykasować sobie pamięć i wrócić do normalnego życia. Okazuje się jednak, że może odzyskać część wspomnień z początku swojej kariery. I odkrywa przerażającą rzecz.                            |
| 142          | 4            | Pogoda dla ciułaczy      | O wilkołaku mowa          | Donald i Dziobas zostają wysłani na specjalną misję. Tym razem mają odkryć tajemnicę groźnego wilkołaka. Czy uda im się uratować piękną Ninę przed atakiem wściekłego człekozwierza?                                                              |
| 143          | 5            | Pracownik roku           | Tunel miłości             | Donald towarzyszy Sknerusowi w podróży biznesowej. Kiedy wjeżdżają do długiego tunelu, nasz kaczor zauważa dziwną postać. Wkrótce okazuje się, że w pociągu jest ktoś jeszcze. A to dopiero początek kłopotów!                                    |
| 144          | 6            | Kaczory w czerni         | Dla wspólnej korzyści     | Daisy i Donald planują pójść do opery. Jednak CAP ma dla Donalda i Dziobasa zadanie. |
| 145          | 7            | Do przerwy 7:0           | Piłka jest okrągła        | Hyzio, Dyzio i Zyzio mają za zadanie dostarczenie piłki dla zwycięzcy Euro 2012 na Ukrainę. Sprawa się jednak komplikuje. Kaczorki nie są świadome, że wewnątrz przewożonego przedmiotu znajdują się kradzione kosztowności.                      |
| 146          | 8            | Plażowicz wyczynowiec    | Jak spędziliście wakacje? | Nadeszło lato i Donald zabiera chłopców na słynną Wyspę Harców. Miała ich tam czekać największa zabawa w życiu! Tymczasem okazało się, że wyspa skrywa ogromną tajemnicę.                                                                         |
| 147          | 9            | Parówkowi skrytożercy    | Sąsiedzi na wakacjach     | Donald chce wyjechać na wakacje. Wybiera agroturystykę. Lecz Jones wybrał to samo. |
| 148          | 10           | Samotny mściciel         | Co trzech to nie jeden    | Superkwęka nawiedza chłopak, który chce zostać jego asystentem. |
| 149          | 11           | Kto zrozumie Montezumę?  | Będzie koniec świata?     | Czy w 2012 r. nastąpi koniec świata? Niektórzy w to wierzą – inni nie. Na przykład Sknerus się cieszy! Już znalazł sposób, by zarobić na strachu mieszkańców Kaczogrodu. Jego plan jest genialny – ma jednak małą wadę.                           |
| 150          | 12           | Szpieg inny niż wszyscy  | Misja bardzo specjalna    | Donald dostał kupon zniżkowy do supermarketu. Oczywiście nasz kaczor szybko udał się na zakupy. Nawet przez chwilę nie podejrzewał, że to tylko sztuczka, mająca go zwabić w pułapkę.                                                             |
| 151          | 13           | Mrożone nie tuczy        | Lanie wody                | Sknerus płynie z Diodakiem na daleką północ. Razem z nimi w podróż wyrusza Superkwęk, który tym razem narobi wielkiego bigosu. A wszystko zaczęło się od tego, że Sknerusowi nie spodobał się pewien lodowiec.                                    |

### Rok 2013
Po zebraniu wszystkich książek z tego roku z boków tomów można utworzyć ilustrację przedstawiającą wydarzenie z ósmego rozdziału sagi Życie i czasy Sknerusa McKwacza.
| Numer ogólny | Numer w roku | Tytuł                   | Historyjka główna       | Streszczenie głównej historyjki |
| ------------ | ------------ | ----------------------- | ----------------------- | --- |
| 152          | 1            | Kaczory nie płaczą      | Obcy niby wróg          | Donald się rozchorował, więc Sknerus łaskawie dał mu dwa dni wolnego. Oczywiście nasz kaczor nie mógłby przepuścić takiej okazji. Postanowił wybrać się wraz z siostrzeńcami na wielkie wakacje. Gdyby tylko wiedział, co go czeka. |
| 153          | 2            | Stalowy dziób           | Gwiazdy ekranu          | Siostrzeńcy zabrali Donalda na najnowszy film wytwórni Granita Forsanta ze Stalowym Kaczorem i Bellą Dzióbek. Donaldowi nie podoba się film, ale innego zdania są Daisy z... Gogusiem, których tam spotykają. Donald namawia wujka Sknerusa by nakręcił nowy, lepszy film i to on z narzeczoną mają być głównymi bohaterami. Skutki będą katastrofalne! |
| 154          | 3            | Stary kaczor i złoto    | Wysłannik z przyszłości | Nocą skarbiec Sknerusa odwiedza tajemniczy gość. Do złudzenia przypomina starego centusia, tyle że... nie da się go dotknąć! Pojawia się głównie w nocy i szybko znika. Kim jest i czego szuka? |
| 155          | 4            | Kaczor zawodowiec       | Ostatnia prosta         | Pewien zdolny kaczor dokonał odkrycia, które może na zawsze odmienić oblicze świata. Niestety, czyha na niego wielkie niebezpieczeństwo. Jedyna nadzieja w Doubleducku. |
| 156          | 5            | Łowca bandziorów        | Nocny kaczor czuwa      | W Kaczogrodzie pojawia się kolejny bandyta. Jest groźniejszy niż inni i ma tylko jeden cel: schwytać Superkwęka. Tymczasem Donald dostaje odpowiedzialną pracę. Oj, szykują się kłopoty. |
| 157          | 6            | Sześciu wspaniałych     | Tanie parkowanie        | Donald ma nieco pieniędzy do wydania. Postanawia więc zaprosić Daisy na kolację w restauracji. I to w centrum. Szybko okazuje się, że nie ma gdzie zaparkować. A to dopiero początek kłopotów. |
| 158          | 7            | Podróż za dwa uśmiechy  | Złoty ananas            | Donald i Daisy są na wakacjach w Costa Pina. Jedno z tej dwójki jest zachwycone, a drugie się przeraźliwie nudzi. Nadchodzi chwila, kiedy Donald w końcu powie "dość"! Nasz pechowiec natrafia na tutejsze muzeum, w którym dowiaduje się o złotym ananasie. Za jego odnalezienie wyznaczono wysoką sumę. Tymczasem Daisy zaprzyjaźnia się z miłym kelnerem – rodowitym mieszkańcem, który opowiada jej tę samą historię. Przez przypadek także wujek Sknerus dowiaduje się o tym skarbie. Oj, szykują się kłopoty. |
| 159          | 8            | Przeciwsłoneczny patrol | Przypadkowy miliarder   | Sknerus wyjeżdża z Donaldem na wakacje! Czy to możliwe? Tak! Harpagon został w Kaczogrodzie, by pilnować skarbca. Za to Donald musi służyć wujkowi i spełniać jego zachcianki. Nawet nie podejrzewa, w co wpakował się tym razem... |
| 160          | 9            | 3 lata wakacji          | Zstąpmy do głębi        | Sknerus od kilku dni się nie odzywa. Za oknem pada ulewny deszcz. Donald zabiera siostrzeńców i razem wybierają się do skarbca. Okazuje się, że starego centusia nie ma w środku. Co mogło się stać? |
| 161          | 10           | Dzień Zbira             | Drobne pomyłki          | Donald ciągle ściąga na siebie kłopoty. Tym razem wpadł w nie po uszy. Postanowił więc uciec z Kaczogrodu do Meksyku. Jeszcze nie wie, że prawdziwy problem dopiero przed nim. |
| 162          | 11           | Śmieszne widmo          | Długa droga do Gęsiowa  | Donald przygotował sobie dobrą książkę, zimną lemoniadę i wygodny hamak. Zaraz się położy i pogrąży w lekturze. Na pewno nic nie zakłóci mu spokoju. Prawda? |
| 163          | 12           | Władca pierścionka      | Tam i nazad             | W pewnym domu w Kaczogrodzie mieszkał sobie sympatyczny kaczor, który nigdy nie robił niczego niespodziewanego. Ale pewnego dnia zrobił wiele nieoczekiwanych rzeczy. Co się stało? |
| 164          | 13           | Pan i Pani D.           | Ratujmy Boże Narodzenie | Jest połowa grudnia, a Donalda znowu nie ma w pracy. Nagle spotyka Mikiego, który prosi go o pomoc w uratowaniu Bożego Narodzenia. Czy leniwy kaczor podejmie się tego wyzwania? |

### Rok 2014
Po zebraniu wszystkich książek z tego roku z boków tomów można utworzyć ilustrację przedstawiającą wydarzenie z ósmego rozdziału sagi Życie i czasy Sknerusa McKwacza.
| Numer ogólny | Numer w roku | Tytuł                 | Historyjka główna        | Streszczenie głównej historyjki |
| ------------ | ------------ | --------------------- | ------------------------ | --- |
| 165          | 1            | Zima w Dolinie Trolli | Dolina Trolli            | Środek zimy. Góry. Zbliża się burza śnieżna. Donald zaczyna żałować, że nie został w domu. Daisy go przekonuje, że pogoda na pewno wkrótce się poprawi. Gdyby wiedziała, jak bardzo się myli. |
| 166          | 2            | Wyjątkowo zimny luty  | Efekt motyli             | Pewnego ranka Harpagon budzi Sknerusa i przekazuje mu straszną wiadomość. W Kaczogrodzie wszelka woda straszliwie zamarzła, a ląd zamienił się w pustynię. Nagle Sknerus dostaje e-maila od ludzi z przyszłości ze wskazówkami jak ocalić Kaczogród i cały świat. Z początku Sknerus nie jest tym zainteresowany, ale za wielki, zielony i obiecany diament zrobi wszystko. Razem z Diodakiem, Gladiuszem i Donaldem ruszają w niebezpieczną podróż w przeszłość o jeden miesiąc, by zmienić bieg zdarzeń. Czy uda im się ocalić świat od wielkiej katastrofy? |
| 167          | 3            | Stara pułapka         | Ostatnia przygoda        | Magika De Czar, Bracia Be, Kwakerfeller oraz Granit Forsant łączą siły aby pokonać Sknerusa. |
| 168          | 4            | Kapitan Nielot        | Światło wśród burzy      | Donald został latarnikiem na Cyplu Mątwy, a siostrzeńcy mu pomagają. Pewnego dnia postanawiają sprawdzić co potrafią ośmiornice. I tu zaczynają się ich kłopoty. |
| 169          | 5            | Zaklęty w czasie      | Mnemon                   | Doubleduck dostaje kolejną tajną misję. Coś dziwnego dzieje się wśród najbogatszych ludzi świata. Otóż niektórzy zaczęli przekazywać ogromne sumy Organizacji. Dlaczego? Tego właśnie próbuje się dowiedzieć nasz dzielny kaczor. |
| 170          | 6            | Niezwykli bohaterowie | Długi rejs               | Lord Quackett, Lilly, komisarz Nochal i jego małżonka wybierają się na rejs statkiem. Lord Quackett jako Kwantomas próbuje ukraść naszyjnik pewnej hrabinie. Jednak aby to wykonać musi pokonać jedną przeszkodę. |
| 171          | 7            | Półwysep skarbów      | Nie tylko taniec         | Jest idealna pogoda. Miki postanawia spędzić spokojny weekend nad jeziorem. Tylko przyroda, cisza i Pluto. Ale nagle pojawia się niespodziewana przeszkoda. |
| 172          | 8            | Porwani za młodu      | Orła cień                | Poniedziałkowy poranek na lotnisku w Kaczogrodzie. Donald odprowadza na samolot Daisy i jej grupę ekologiczną. Kaczor błaga swoją narzeczoną, by nie leciała, jednak Daisy jest głucha na jego prośby. Gdyby tylko wiedziała, co ją czeka. |
| 173          | 9            | Wieczne wakacje       | Pieniądze na drzewie     | W cieniu skarbca wujka Sknerusa stoi czujna postać w dziwnym stroju. Czy to strażnik trzech hektarów sześciennych gotówki? Otóż nie. Ten strażnik pilnuje poletka kapusty skunksowej. Ale dlaczego?! |
| 174          | 10           | Fachowcy i mózgowcy   | Miasto na pół podzielone | Donald dzięki wynalazkowi Diodaka – kolor-kompozytorowi, podzielił Kaczogród na dwa kolory: czerwony i niebieski. Kolorowe zostało tylko epicentrum, czyli ratusz. W mieście wybucha mały konflikt. |
| 175          | 11           | Złoto prezenterów     | Kolor pieniędzy          | Bracia Be używają kolor-kompozytora do swoich niecnych celów. |
| 176          | 12           | Bitwa pięciu królestw | Duet pierścienia         | Czarodziej Kwandalf Liliowy znów zabrał Mikiego i Donalda do Śródświata, gdzie poprzednio znaleźli złoty pierścień. Ich zadaniem jest dotrzeć na Górę Oznaczenia i zniszczyć Pierścień Władzy w jej straszliwym ogniu. Czy im się uda? |
| 177          | 13           | Świąteczna wyprawa    | Coraz bliżej święta      | Kay K porwana? W Agencji działa szpieg Organizacji. DoubleDuck oraz Abel Konnery – rodzony ojciec Kay K – udają się do Szwajcarii aby wyjaśnić tę sprawę. |

### Rok 2015
Po zebraniu wszystkich książek z tego roku z boków tomów można utworzyć ilustrację przedstawiającą Myszkę Miki w różnych przebraniach. Nawiązuje ona do kreskówek z jego udziałem oraz do czołówki serialu animowanego Myszka Miki i przyjaciele.
| Numer ogólny | Numer w roku | Tytuł                  | Historyjka główna        | Streszczenie głównej historyjki |
| ------------ | ------------ | ---------------------- | ------------------------ | --- |
| 178          | 1            | Zimowa niespodzianka   | Zima trzyma              | Kaczogród został zasypany przez pierwszy w tym roku śnieg. Mimo to dzielny Donald wybiera się na poszukiwanie dobrze płatnej pracy. Tymczasem w nieziemskim królestwie w innym wymiarze coś się szykuje. W co tym razem wpakuje się nasz kaczor?                                                                      |
| 179          | 2            | Gąsior maltański       | Gąsior maltański         | W 1287 roku templariusze podarowali hiszpańskiemu królowi Filipowi Przygłupiemu wysadzanego diamentami gąsiora. Posążek zaginął na kilka stuleci, lecz ostatnio pojawił się znowu w Kaczogrodzie. Tak zaczyna się nasza opowieść.                                                                                     |
| 180          | 3            | W pogoni za pieniądzem | Magiczna misja           | W środku nocy Donald i Diodak odbierają pilne wezwanie. Sknerus otrzymał złe wieści od agentów szpiegujących Magikę de Czar! Oj, będzie gorąco. |
| 181          | 4            | Niebezpieczny duet     | Powrót Superkwoczki      | Donald wyjeżdża z wujaszkiem na miesiąc na biegun północny. Planuje kupić Daisy specjalnego robota, który zadbałby o jej bezpieczeństwo w czasie jego nieobecności. Daisy zapewnia narzeczonego, że sama da sobie bez niego radę. Jednak po wyjeździe Donalda nasza kaczka jest świadkiem napadu gangsterskiego.      |
| 182          | 5            | Uwolnić kaszalota      | Moby Dick                | Jest XIX wiek. Kaczor Izmael (Donald) zapisuje się na statek wielorybniczy "Pikuod", bo ucieka przed prześladowcami, którym niechcący zatopił statki. Jeszcze nie wie jaka czeka go przygoda. Kapitan statku, Kwachab (Sknerus) ma na celu polowanie tylko na jednego walenia, na którym pragnie zemsty – Moby Dicka. |
| 183          | 6            | Ugotowany              | Wojna grillowa           | Donald postanawia uczcić piękną pogodę rozpaleniem nowego grilla. Jest ze swego dzieła bardzo zadowolony, dopóki nie pojawia się Jones z megagrillem. Wkrótce między dwoma rywalami wybucha wielka wojna. |
| 184          | 7            | Wakacyjna sielanka     | W innym czasie           | Donald przejeżdza koło domu Daisy, aż nagle zauważa swoją dziewczynę... z Gogusiem. Nasz kaczor zapomniał o randce i musi teraz ponieść konsekwencje. Chyba, że... wymyśli chytry plan. |
| 185          | 8            | Psikus na plaży        | Między nami mentorami    | Magika De Czar przypuściła potężny atak na skarbiec Sknerusa. Chce posiąść pierwszą dziesięciocentówkę Mckwacza i zapanować na światem. Na szczęście w skarbcu jest Diodak, który montuje nowy system zabezpieczeń. Będzie się działo.                                                                                |
| 186          | 9            | Odszukać przeznaczenie | Na odległość             | Pod Kaczogrodem znajduje się Baza Zero, niesamowity, opuszczony ośrodek wojskowy nawiedzany przez miejskie legendy. Hyzio, Dyzio i Zyzio dokonują jego eksploracji. |
| 187          | 10           | Ostatnia potyczka      | My, jaskiniowcy          | Sknerus martwi się sukcesami Kwakerfellera. Jego konkurent jeździ po całym świecie i otwiera kolejne kopalnie, podczas gdy zyski Sknerusa spadają. Bohater przechwytuje tajemniczą wiadomość z wyspy, na której zatrzymał się Kwakerfeller.                                                                           |
| 188          | 11           | Powrót Kwakuli         | Koszmar z ulicy Kwakowej | W Halloween Donald niespodziewanie zmienia się w wampira. Chłopcy uciekają z domu i szukają schronienia u Diodaka. |
| 189          | 12           | Czas niespodzianek     | Podaj hasło              | Bracia Be miesiącami ćwiczą na komputerze włamanie do skarbca Sknerusa. Włamywacze próbują złamać hasło założone przez kaczora. |
| 190          | 13           | Zaburzenie mocy        | Superodyseja kosmiczna   | Superkwęk wyrusza w kosmos w poszukiwaniu zaginionej Wioli Wolant. |

### Rok 2016
Po zebraniu wszystkich książek z tego roku z boków tomów można utworzyć ilustrację przedstawiającą Kaczora Donalda w różnych przebraniach.
| Numer ogólny | Numer w roku | Tytuł                     | Historyjka główna      | Streszczenie głównej historyjki |
| ------------ | ------------ | ------------------------- | ---------------------- | --- |
| 191          | 1            | Wesołe zimowisko          | Król śniegu            | Sknerus przypadkowo trafia na aukcję dzieł sztuki i wygrywa niezwykły przedmiot. |
| 192          | 2            | Miłość, szmaragd i kokosy | Diamentowy deszcz      | Aby przeciwdziałać smogowi w mieście Sknerus i Kwakerfeller budują reflektor petryfikujący. |
| 193          | 3            | Na krańcu świata          | Na krańcu świata       | Genialny informatyk konstruuje miniaturowy komputer, zdolny odszyfrować każdą wiadomość. Niestety, wynalazca znika bez śladu w Ameryce Południowej. Na szczęście Doubleduck bierze sprawy w swoje ręce.         |
| 194          | 4            | Przybysze z Kwakplanety   | Stary potwór mocno śpi | Dziobas zaprowadził Donalda i Daisy na piknik do tajnego miejsca w Lesie Kwabackim. Wkrótce okazuje się, że kryje ono niezwykłą tajemnicę.                                                                      |
| 195          | 5            | Wielkie grillowanie       | Wielkie grillowanie    | W Parku Kwaczaka zbierze się czereda miłośników grilla, żeby wybrać Grillowego Króla. |
| 196          | 6            | Piłkarski joker           | Dopóki piłka w grze    | Klub FC Kaczogród ma zagrać w pierwszej rundzie międzynarodowego Piłkarskiego Pucharu Pietruszki. Niestety drużyna wpada w wielkie tarapaty. Jedyna nadzieja w Donaldzie.                                       |
| 197          | 7            | Przygoda nad wodą         | Wyspa Srebra           | Sknerusowi udało się odnaleźć Denaronię – Wyspę Srebra. Nic nikomu nie mówiąc, wyruszył na tajną misję. Dlaczego nie zabrał siostrzeńców ze sobą ? Co teraz knuje?                                              |
| 198          | 8            | Kaczogrodzkie wakacje     | Autor nieznany         | Hyzio,Dyzio i Zyzio wyruszają wraz z Donaldem do Anglii aby poznać autora Poradnika Młodego Skauta. |
| 199          | 9            | Blaszana pułapka          | Złoto igrzysk          | Donald wraz z siostrzeńcami leci na olimpiadę do Rio de Janeiro. Niespodziewanie kaczory wplątują się w tajemniczą historię z niezwykłym finałem.                                                               |
| 200          | 10           | Pływający z rybami        | Pieniądze leżą na dnie | Bracia Be wychodzą wreszcie z więzienia. Przerażony Sknerus obmyśla chytry plan, by chronić swoje pieniądze. Chce, żeby jego skarbiec spoczął na dnie morza.                                                    |
| 201          | 11           | Zemsta mrocznego rycerza  | Rycerz znikąd          | Akcja dzieje się w średniowiecznym zamku. Donald wyobraża sobie, że jest dzielnym i walecznym rycerzem. Bez trudu pokonuje rywali i zdobywa serce gładkolicej Daisy. Czy jego marzenie kiedykolwiek się spełni? |
| 202          | 12           | W potrzasku               | Cztery numery          | Sknerus wysyła do Siostrzeńców i Donalda wiadomość z "kodem czerwonym'". |
| 203          | 13           | Afera z komputera         | Komóry do góry         | Coś dziwnego dzieje się w Kaczogrodzie! Nagle wszystkim zniknęły telefony komórkowe! Z pomocą mieszkańcom wyrusza Superkwęk.                                                                                    |

### Rok 2017
Po zebraniu wszystkich książek z tego roku z boków tomów można utworzyć ilustrację przedstawiającą wydarzenie z dziesiątego rozdziału sagi Życie i czasy Sknerusa McKwacza.
| Numer ogólny | Numer w roku | Tytuł                       | Historyjka główna   | Streszczenie głównej historyjki |
| ------------ | ------------ | --------------------------- | ------------------- | --- |
| 204          | 1            | Noworoczne szaleństwo       | Myśl pozytywnie     | Donald zostaje zwolniony z pracy przed Nowym Rokiem. W Nowy Rok startuje w Igrzyskach. Wygrywa, co powoduje złość u jego byłego pracodawcy i klientce, której Donald zniszczył ubranie. |
| 205          | 2            | Dwa zuchy i duchy           | Straszne straszydło | Straszydła wychodzą z kina w Kaczogrodzie i zaczynają siać strach w mieście. Donald i Dziobas z ramienia CAP muszą się im przeciwstawić.                                                |
| 206          | 3            | Detektyw na tropie          | Detektyw na tropie  | Do detektywa Kaczora Raymonda Donalda zgłasza się aktorka Daisy von Katchor z listem, w którym ktoś ją szantażuje. Nasz detektyw musi pomóc swojej klientce.                            |
| 207          | 4            | Doubleduck kontra Superkwęk | Kaczory Czasu       | Doubleduck spotyka się z Superkwękiem z przeszłości. |
| 208          | 5            | Pożeracz planet             | Pożeracz planet     | Super Goofy ratuje Ziemię przed kosmitami. |
| 209          | 6            | Czerwony smok               | Czerwony smok       | W królestwie Katonia grasuje smok, który właśnie się obudził i pali, plądruje i sieje zniszczenie po okolicznych włościach.                                                             |

### Rok 2018
Po zebraniu wszystkich książek z tego roku, z boków tomów można utworzyć ilustrację, przedstawiającą wydarzenie z jedenastego rozdziału sagi Życie i czasy Sknerusa McKwacza.
| Numer ogólny | Numer w roku | Tytuł                | Historyjka główna           | Streszczenie głównej historyjki |
| ------------ | ------------ | -------------------- | --------------------------- | --- |
| 210          | 1            | Ocean tajemnic       | Orzeł i morze               | Superkwęk musi powstrzymać niecny plan Emila Orła.                                                                                            |
| 211          | 2            | Wielki wybuch        | Czysta energia              | Donald znajduje nowy środek czyszczący. |
| 212          | 3            | Przytul mnie, glino! | Los w twoich rękach         | Donald chce obejrzeć mecz, ale Sknerus chce aby skosił mu trawę, a Daisy chce aby Donald poszedł z nią na przyjęcie baronówny von Szpon.      |
| 213          | 4            | Fatalna pomyłka      | Zagadka Historii            | Kiedyś, w Ameryce żyli indianie Anasazi. Pewnego dnia nagle zniknęli. Co się z nimi stało? Sknerus Mckwacz postanowił rozwikłać tę tajemnicę. |
| 214          | 5            | Klątwa Kwakanchamona | Zemsta faraona              | Siostrzeńcy spotykają egipską księżniczkę, która potrzebuje pomocy.                                                                           |
| 215          | 6            | Doktor Kwakenstein   | Mary Shelduck – Kwakenstein | Doktor Kwakenstein tworzy strasznego potwora.                                                                                                 |

### Rok 2019
Po zebraniu wszystkich książek z tego roku, z boków tomów można utworzyć ilustrację, przedstawiającą wydarzenie z szóstego rozdziału sagi Życie i czasy Sknerusa McKwacza.
| Numer ogólny | Numer w roku | Tytuł               | Historyjka główna              | Streszczenie głównej historyjki |
| ------------ | ------------ | ------------------- | ------------------------------ | --- |
| 216          | 1            | Wirtualna pułapka   | Rzeczywistość zbyt rozszerzona | Sknerus kolejny raz rywalizuje z Kwakerfellem. Tym razem chodzi o okulary z rzeczywistością rozszerzoną. Gdy Kaczogrodzianie kupują na potęgę nowy produkt bracia be korzystają z tego, by okraść Sknerusa.                                                       |
| 217          | 2            | Przekichane         | Słabe ogniwo                   | Donald rezygnuje z pracy u Sknerusa, by spróbować sił we własnym biznesie. W tym czasie Magika de Czar atakuje skarbiec Sknerusa. Gdy tylko widzi Donalda przebiera się i proponuje mu założenie wspólnej firmy, lecz tak naprawdę próbuje dostać się do skarbca. |
| 218          | 3            | Nocna Wyprawa       | Mroczny kot sith               | Sknerus, Donald i siostrzeńcy wyjeżdżają do Szkocji do rodzinnego zamku McKwaczów. Na miejscu muszą zmierzyć się z wściekłą społecznością i mrocznym potworem w kształcie kota.                                                                                   |
| 219          | 4            | Superkwęk na tropie | Władca czasu                   | Superkwęk podczas walki z doktorem Mrokiem przenosi się w przyszłość, do dnia w którym wygrywa posiadłość lorda Quacketta. |
| 220          | 5            | Wyspa psikusów      | A statek płynie                | Sknerus rywalizuje z Kwakerfellerem w konkursie na najlepszy statek wycieczkowy. Oczywiście Kwakerfeller będzie się starał przeszkodzić przeciwnikowi. |
| 221          | 6            | Przygoda w dżungli  | W kręgu tajemnic               | Granit Forsant podaje się za przyjaciela rodziny Sknerusa. Zaprasza siostrzeńców Donalda do siebie. Jednak jego łagodne usposobienie kryje pewien plan przeciwko Sknerusowi.                                                                                      |

### Rok 2020
Po zebraniu wszystkich książek z tego roku, z boków tomów można utworzyć ilustrację, przedstawiającą wydarzenie z pierwszego rozdziału sagi Życie i czasy Sknerusa McKwacza.
| Numer ogólny | Numer w roku | Tytuł                  | Historyjka główna    | Streszczenie głównej historyjki |
| ------------ | ------------ | ---------------------- | -------------------- | --- |
| 222          | 1            | Magiczna przygoda      | Saga o Donaldzie     | W kosmicznej krainie Feudarnia tajemniczy Meteoromistrz za pomocą kosmicznej skały – dragonitu tworzy nowe meteorobestie. Łowcy bestii Miki i Donald muszą go powstrzymać.     |
| 223          | 2            | Niebezpieczna piątka   | Obcy kontra kaczorki | Kosmici zaatakowali Ziemię. Siostrzeńcy za pomocą poradnika młodego skauta tworzą substancję, przez którą stają się superbohaterami.                                           |
| 224          | 3            | Kwantomas kontratakuje | Kaczor w masce       | Rok 1910. Lord Quacket poznaje wynalazca Naftona. Gdy ten został wrobiony młody szlachcic postanawia go uratować. Przemienia się w kwantomas-złodzieja dżentelmena.            |
| 225          | 4            | Wakacyjna katastrofa   | Skarb oceanu         | Sknerus wybiera się na plażę z rodziną. Przypadkiem kaczki odkrywają skarb. Okazuje się, że skarb należy do morskiego ludu syren. Jednak skarb kradną groźni bandyci.          |
| 226          | 5            | Sekret mojego sukcesu  | Wyspa kaczorów       | Sknerus poszukuje miejsca, gdzie jego pieniądze nie będą zauważane przez nikogo. Razem z siostrzeńcami przenosi się na wyspę odkrytą przez siebie, o której nikt inny nie wie. |
| 227          | 6            | Bohater Kaczernetu     | Emoty i kłopoty      | W Kaczogrodzie pojawiają się nowe smartfony, które działają na innych negatywnie – ich użytkownicy zaczynają mówić emotikonami.                                                |

### Rok 2021
| Numer ogólny | Numer w roku | Tytuł                  | Data wydania      | Historyjka główna         | Streszczenie głównej historyjki |
| ------------ | ------------ | ---------------------- | ----------------- | ------------------------- | --- |
| 228          | 1            | W krainie pingwinów    | 29 stycznia 2021  | Niebieskie berety         | Donald i Daisy wyruszają na Antarktydę z oszustem próbującym wydobyć meteoryt z czystego złota.                                                                                                  |
| 229          | 2            | Noc bohaterów          | 30 marca 2021     | Krąg przeznaczenia        | Profesor Kwaczyński znajduje zaginioną świątynię a w niej zdobioną maskę którą zabiera żeby przekazać muzeum. Niestety tajemniczy złodziej próbuje ją wykraść. Do akcji musi wkroczyć Superkwęk. |
| 230          | 3            | Wielki mecz            | 28 czerwca 2021   | Druga szansa              | Donald jest piłkarzem w klubie wujka Sknerusa do którego dochodzi nowy zawodnik. Trener nie jest zadowolony z rywalizacji między zawodnikami.                                                    |
| 231          | 4            | W dalekiej galaktyce   | 27 lipca 2021     | Strażnik czasoprzestrzeni | Donald próbuje swoich sił w grach komputerowych. Zostaje pilotem kosmicznym i świetnie mu idzie. Wkrótce okaże się, że będzie musiał zmierzyć się z wrogimi pilotami na żywo.                    |
| 232          | 5            | Szybcy kontra wściekli | 24 września 2021  | Na pełnym gazie           | Don Etylina (Donald) jest kierowcą wyścigowym i startuje w wyścigu WUMP. Niestety firma, której propozycję współpracy odrzucił, będzie starała się go pokonać.                                   |
| 233          | 6            | Polowanie Na Mikiego   | 24 listopada 2021 | Koszmary i tajemnice      | Miki ma koszmary i prosi o pomoc siostrzeńców. Okazuje się, że za wszystkim stoi Fantomen, |

### Rok 2022
| Numer ogólny | Numer w roku | Tytuł                               | Data wydania         |
| ------------ | ------------ | ----------------------------------- | -------------------- |
| 234          | 1            | W obronie Kaczogrodu                | 25 stycznia 2022     |
| 235          | 2            | Co kryje skarbiec?                  | 23 marca 2022        |
| 236          | 3            | Portal czasu                        | 26 kwietnia 2022     |
| 237          | 4            | Niesamowity wynalazek               | 9 czerwca 2022       |
| 238          | 5            | Cisza na morzu                      | 22 lipca 2022        |
| 239          | 6            | Sto tysięcy mil podmorskiej żeglugi | 7 września 2022      |
| 240          | 7            | Wielki pościg                       | 21 października 2022 |
| 241          | 8            | W mikroświecie                      | 6 grudnia 2022       |

### Rok 2023
| Numer ogólny | Numer w roku | Tytuł                | Data wydania         |
| ------------ | ------------ | -------------------- | -------------------- |
| 242          | 1            | Złoty jubileusz      | 24 stycznia 2023     |
| 243          | 2            | Szczęśliwy traf      | 7 marca 2023         |
| 244          | 3            | Amazońska pułapka    | 19 kwietnia 2023     |
| 245          | 4            | Sekret Donalda       | 2 czerwca 2023       |
| 246          | 5            | Tajemnicza Świątynia | 18 lipca 2023        |
| 247          | 6            | Wespół w zespół      | 1 września 2023      |
| 248          | 7            | Szczęśliwa moneta    | 17 października 2023 |
| 249          | 8            | Kaczor Be            | 1 grudnia 2023       |

### Rok 2024
| Numer ogólny | Numer w roku | Tytuł                              | Data wydania         |
| ------------ | ------------ | ---------------------------------- | -------------------- |
| 250          | 1            | Wszystkie sekrety Kaczogrodu       | 16 stycznia 2024     |
| 251          | 2            | Kto to zrobił?                     | 1 marca 2024         |
| 252          | 3            | Nautilus powraca                   | 16 kwietnia 2024     |
| 253          | 4            | Sędzia kaczor                      | 31 maja 2024         |
| 254          | 5            | Król plaży                         | 16 lipca 2024        |
| 255          | 6            | Cyberigrzyska                      | 30 sierpnia 2024     |
| 256          | 7            | Klątwa księgi                      | 17 października 2024 |
| 257          | 8            | Dziesięciocentówka nieskończoności | 3 grudnia 2024       |

### Rok 2025
| Numer ogólny | Numer w roku | Tytuł                        | Data wydania     |
| ------------ | ------------ | ---------------------------- | ---------------- |
| 258          | 1            | Obrońcy galaktyki            | 16 stycznia 2025 |
| 259          | 2            | Ahoj, Sandokwaku!            | 1 marca 2025     |
| 260          | 3            | Trudne życie bogacza         | 18 kwietnia 2025 |
| 261          | 4            | Kaczor Donald jako Wolverine | 3 czerwca 2025   |
| 262          | 5            | Uwaga, kaczka!               | 16 lipca 2025    |
| 263          | 6            | Nie koniec wakacji           | 2 września 2025  |

## Wydania specjalne
| Numer                    | Numer         | Numer wydania | Tytuł                                         | Data wydania         | Ilość stron   |
| ogólny                   | w serii wyd.  | Numer wydania | Tytuł                                         | Data wydania         | Ilość stron   |
| Gigant Ekstra            | Gigant Ekstra | Gigant Ekstra | Gigant Ekstra                                 | Gigant Ekstra        | Gigant Ekstra |
| ------------------------ | ------------- | ------------- | --------------------------------------------- | -------------------- | ------------- |
| 1                        | 1             | Tom I         | Władcy Smoków                                 | 23 listopada 2005    | 172           |
| Gigant Poleca na wakacje |               |               |                                               |                      |               |
| 2                        | 1             | 1/2020        | Przygoda na balkonie                          | 2 lipca 2020         | 192           |
| Gigant Poleca Extra      |               |               |                                               |                      |               |
| 3                        | 1             | 1/2021        | Agenci i detektywi: Licencja na rozśmieszanie | 28 kwietnia 2021     | 320           |
| 4                        | 2             | 2/2021        | Przygoda na kempingu                          | 29 czerwca 2021      | 192           |
| 5                        | 3             | 3/2021        | Agenci i Detektywi II: Opowieści niesamowite  | 19 października 2021 | 320           |
| 6                        | 4             | 4/2021        | Gwiazdkowy prezent                            | 19 listopada 2021    | 256           |
|                          |               |               |                                               |                      |               |
| 7                        | 5             | 1/2022        | Agenci i Detektywi III: Nie czas uciekać      | 31 marca 2022        | 320           |
| 8                        | 6             | 2/2022        | Wielka wędrówka                               | 22 czerwca 2022      | 192           |
| 9                        | 7             | 3/2022        | GALAXY                                        | 22 lipca 2022        | 320           |
| 10                       | 8             | 4/2022        | Agenci i Detektywi IV: Wielki włam            | 21 września 2022     | 320           |
| 11                       | 9             | 5/2022        | Opowieści strasznej treści                    | 14 października 2022 | 208           |
| 12                       | 10            | 6/2022        | Niezapomniana wigilia                         | 18 listopada 2022    | 256           |
|                          |               |               |                                               |                      |               |
| 13                       | 11            | 1/2023        | GALAXY II                                     | 17 stycznia 2023     | 312           |
| 14                       | 12            | 2/2023        | Wesołego jajka!                               | 3 marca 2023         | 256           |
| 15                       | 13            | 3/2023        | Agenci i detektywi V: Wujek chrzestny         | 18 kwietnia 2023     | 320           |
| 16                       | 14            | 4/2023        | Letni wyskok                                  | 1 czerwca 2023       | 256           |
| 17                       | 15            | 5/2023        | GALAXY III                                    | 18 lipca 2023        | 320           |
| 18                       | 16            | 6/2023        | Disney 100                                    | 30 sierpnia 2023     | 256           |
| 20                       | 17            | 7/2023        | Halloween                                     | 13 października 2023 | 256           |
| 21                       | 18            | 8/2023        | Święta na wesoło                              | 28 listopada 2023    | 256           |
|                          |               |               |                                               |                      |               |
| 22                       | 19            | 1/2024        | Agenci i detektywi VI: Przebojowi Bracia Be   | 17 stycznia 2024     | 320           |
| 24                       | 20            | 2/2024        | GALAXY IV                                     | 18 kwietnia 2024     | 320           |
| 25                       | 21            | 3/2024        | Wszystkiego najlepszego, Donald!              | 29 maja 2024         | 336           |
| 27                       | 22            | 4/2024        | Poradnik Młodego Skauta                       | 18 lipca 2024        | 336           |
| 28                       | 23            | 5/2024        | 90 lat śmiechu i przygód!                     | 13 sierpnia 2024     | 336           |
| 29                       | 24            | 6/2024        | Agenci i detektywi VII: Wielki Plusk atakuje  | 6 września 2024      | 320           |
| 31                       | 25            | 7/2024        | GALAXY V                                      | 30 października 2024 | 320           |
|                          |               |               |                                               |                      |               |
| 34                       | 26            | 1/2025        | Miecz z lodu                                  | 18 lutego 2025       | 448           |
| 36                       | 27            | 2/2025        | Agenci i detektywi VIII: Śledztwo pełną parą  | 1 kwietnia 2025      | 320           |
| 37                       | 28            | 3/2025        | Sport to zdrowie!                             | 6 maja 2025          | 384           |
| 39                       | 29            | 4/2025        | To właśnie Donald!                            | 17 czerwca 2025      | 336           |
| 41                       | 30            | 5/2025        | Dookoła świata – Europa                       | 30 lipca 2025        | 320           |
|                          | 31            | 6/2025        | Kuchnia Kaczogrodzka                          | 9 września 2025      | 304           |
|                          | 32            | 7/2025        | Agenci i detektywi IX                         | 10 października 2025 |               |
|                          | 33            | 8/2025        | Dookoła świata – Ameryka Północna             | 14 listopada 2025    |               |
| Gigant Poleca Special    |               |               |                                               |                      |               |
| 19                       | 1             | 1/2023        | Młody Kaczor Donald: Kroniki młodego Donalda  | 3 października 2023  | 176           |
|                          |               |               |                                               |                      |               |
| 23                       | 2             | 1/2024        | Jaja jak berety                               | 29 lutego 2024       | 256           |
| 26                       | 3             | 2/2024        | Letnie klimaty                                | 31 maja 2024         | 256           |
| 30                       | 4             | 3/2024        | Halloween                                     | 27 września 2024     | 256           |
| 33                       | 5             | 4/2024        | Świąteczny chaos                              | 28 listopada 2024    | 256           |
|                          |               |               |                                               |                      |               |
| 35                       | 6             | 1/2025        | Jaja na miękko                                | 27 lutego 2025       | 256           |
| 38                       | 7             | 2/2025        | Raz na wodzie, raz pod wodą                   | 27 maja 2025         | 256           |
| Gigant Poleca Premium    |               |               |                                               |                      |               |
| 32                       | 1             | 1/2024        | Kalendarz Adwentowy                           | 8 listopada 2024     | 296           |
|                          |               |               |                                               |                      |               |
| 40                       | 2             | 1/2025        | Superkwęk (wycofany ze sprzedaży)             | 22 lipca 2025        | 624           |
|                          | 3             | 2/2025        |                                               | 28 października 2025 |               |

## Odpowiedniki w innych krajach
W Europie wydawanych jest wiele odpowiedników polskiego Giganta, mogących różnić się doborem komiksów do poszczególnych tomików i okładkami.
| Kraj              | Tytuł                  | Rok rozpoczęcia wydawania | Rok zakończenia wydawania | Uwagi                                                                                   |
| ----------------- | ---------------------- | ------------------------- | ------------------------- | --------------------------------------------------------------------------------------- |
| Dania             | Jumbobog               | 1968                      | Do teraz                  |                                                                                         |
| Finlandia         | Aku Ankan Taskukirja   | 1970                      | Do teraz                  | Czasami wydania różnią się od polskiego innymi okładkami lub doborem komiksów w tomiku  |
| Holandia          | Pockets 3e reeks       | 1970                      | Do teraz                  | Inne okładki, czasami różnią się od polskiego doborem komiksów w tomiku                 |
| Norwegia          | Donald Pocket          | 1968                      | Do teraz                  |                                                                                         |
| Niemcy            | Lustiges Taschenbuch   | 1967                      | Do teraz                  | Sporadycznie inne okładki                                                               |
| Szwecja           | Kalle Ankas Pocket     | 1968                      | Do teraz                  | Zdarza się łączenie dwóch tomików w jeden                                               |
| Bułgaria          | Макрокомикс            | 1993, 2010                | 1995, Do teraz            | W 1995 zawieszono serię i wznowiono w 2010 ze zmianami – publikowane są fragmenty tomów |
| Islandia          | Syrpa                  | 1994                      | 2019                      |                                                                                         |
| Estonia           | Miki Hiir Koomiksikogu | 2008                      | Do teraz                  | Publikowany tylko cztery razy do roku                                                   |
| Rosja             | Комикс Disney          | 2010                      | Do teraz                  | Tylko trzy historyjki z wybranego tomiku, inna okładka                                  |
| Czechy i Słowacja | Super Komiks           | 2011, 2024                | 2017, Do teraz            | Historyjki duńskie wybrane z różnych tomików                                            |